# Distretto di Ighil Ali
Il distretto di Ighil Ali è un distretto della provincia di Béjaïa, in Algeria, con capoluogo Ighil Ali.